# 莱斯莉·索尔特罗
莱斯莉·索尔特罗（西班牙語：Leslie Xcaret Soltero García，2001年4月30日—），墨西哥女子跆拳道运动员，2018年夏季青奥会女子63公斤级铜牌得主、2022年世界跆拳道锦标赛女子67公斤级金牌得主。